# Erebia schawerdae
Erebia schawerdae är en fjärilsart som beskrevs av Hans Fruhstorfer 1918. Erebia schawerdae ingår i släktet Erebia och familjen praktfjärilar. Inga underarter finns listade i Catalogue of Life.